# Ecotossicologia
Il termine ecotossicologia è stato coniato da René Truhaut nel 1969, il quale la definì come "la branca della tossicologia che si occupa dello studio degli effetti tossici, causati da inquinanti naturali o sintetici, sui costituenti degli ecosistemi, animali (inclusi gli umani), vegetali e microbi, in un contesto integrale" (Truhaut, 1977).
L'ecotossicologia integra i concetti di tossicologia ed ecologia o, come suggerì Chapman (2002), "ecologia in presenza di tossici". Essa mira a quantificare gli effetti dei fattori di stress sulle popolazioni naturali, comunità o ecosistemi. L'ecotossicologia differisce dalla tossicologia ambientale in quanto integra gli effetti dei fattori di stress attraverso tutti i livelli di organizzazione biologica da quello molecolare a intere comunità ed ecosistemi, mentre la tossicologia ambientale si focalizza sugli effetti a livello individuale e inferiore (Maltby & Naylor, 1990). 
Scopo ultimo di questo approccio è essere in grado di predire gli effetti dell'inquinamento in modo che possano essere identificate le azioni più efficienti ed efficaci per prevenire o porre rimedio a ogni effetto dannoso. Il biomonitoraggio viene effettuato facendo uso di opportuni indicatori biologici.